# Fachakademie (Bayern)
Fachakademien sind bayerische Fachschulen besonderen Typs und Teil des berufsbildenden Schulwesens in Bayern. Der Besuch einer Fachakademie setzt mindestens die mittlere Reife, bei einer Weiterbildung auch eine Erstausbildung voraus und ist inhaltlich durch ihre Nähe zu einem Fachhochschulstudium gekennzeichnet. Sie ersetzen teilweise die früheren höheren Fachschulen, soweit diese nicht in Fachhochschulen umgewandelt wurden. Fachakademien gibt es in vielen Bereichen, beispielsweise als Aufstiegsfortbildung zum Staatlich geprüften Betriebswirt, Staatlich geprüften Gestalter, Staatlich geprüften Techniker, Staatlich geprüften Produktionsleiter für Brauwesen und Getränketechnik, Staatlich geprüften Restaurator sowie als grundständige Ausbildung zum Staatlich geprüften Übersetzer/Dolmetscher, Staatlich geprüften Erzieher, Staatlich geprüften Regisseur, Theaterpädagogen und Schauspieler.